# Морське страхування
Морське страхування — це важливий елемент сучасної світової економіки, який забезпечує захист інтересів тих, хто пов'язаний з морськими та річковими перевезеннями. В цій статті ми детально розглянемо визначення, класифікацію, форми та види морського страхування, а також його застосування та терміни.
Визначення морського страхування: Морське страхування — це галузь страхування, спрямована на захист інтересів власників суден, власників вантажу, перевізників та інших учасників морських перевезень від можливих фінансових втрат.

## Предмети морського страхування
1. Судно (морське каско): Транспортний засіб, який включає корпус, обладнання та механізми.
2. Вантаж: Товар, що перевозиться річкою або морем.
3. Фрахт: Платежі за використання судна або його оренду.
4. Цивільна відповідальність: Захист від відповідальності за можливу шкоду третім особам чи навколишньому середовищу. Забезпечує захист від відповідальності судновласників перед третіми особами за шкоду, завдану в результаті експлуатації судна.
5. Морські платформи: Спеціальні структури для роботи в морі. Наприклад: нафтогазодобувні платформи.

## Форми морського страхування
1. Договірне: Укладається шляхом укладання договору морського страхування, де страховик за страхову премію зобов'язується відшкодувати збитки.
2. Взаємне: Реалізується в клубах взаємного страхування, де члени спільно допомагають відшкодовувати збитки.

## Види морського страхування
1. Морське каско: Страхування корпусу, обладнання та механізмів судна від різних ризиків, таких як зіткнення, погода, пожежа та інші.
2. Страхування вантажів: Застосовуються стандарти Інституту Лондонських страховиків для покриття ризиків перевезення вантажів. Захищає вантаж від ризиків втрати чи пошкодження під час морських перевезень. Включає різні види ризиків, такі як пожежа, крадіж, аварія та інші. Найбільш поширена практика страхування вантажів, коли морське перевезення здійснюється за контрактом на умовах CIF (абревіатура від англійських слів cost, insurance, freight). Вантаж може бути застрахований на суму 110 %, що включає вартість самого вантажу та супутні витрати на його транспортування.
3. Страхування фрахту: Покриває суму фрахту, прибуток судновласника та витрати на страхування.
4. Страхування цивільної відповідальності: Захист від відповідальності перед третіми особами, здійснюється зазвичай через клуби взаємного страхування (P&I Club).

Близько 90 % світових страхових платежів зі страхування відповідальності судновласника 2022—2023 р.р. припало на 13 клубів взаємного страхування, що входять до міжнародної Групи клубів взаємного страхування (IG of P&I Clubs).
Такі клуби взаємного страхування поєднуються між собою, утворюючи синдикати, вони розподіляють ризики між своїми членами. Прикладом такого синдикату є Лондонський Ллойд або Міжнародна група клубів взаємного страхування (IG of P&I Clubs).

## Застосування морського страхування
Морське страхування використовується в усіх сферах морських перевезень, включаючи вантажні операції, діяльність судноплавства, транспортування пасажирів та військові операції. Воно відіграє ключову роль у забезпеченні стабільності в цих галузях.
Загалом, морське страхування визначається своєрідністю та комплексністю, що враховує найрізноманітніші ризики, пов'язані з морськими операціями. Ефективна система морського страхування є важливою ланкою у забезпеченні безпеки та стабільності у морському транспорті та торгівлі.
Морське страхування відіграє неоціненну роль за можливих збитків, пов'язаних з арештом судів. За наявності поліса страхування відповідальності судновласника перед третіми особами від клубу взаємного страхування, судно з-під арешту можна швидко звільнити за наявності такого поліса. У такому разі першокласним банком видається гарантія покриття збитку, що дозволяє звільнити судно для подальшого плавання.
Як опція, до морського страхування можуть бути включені військові та страйкові ризики.
Також морське страхування має велике значення під час збройної агресії Російської Федерації проти України, оскільки морські порти виявилися заблокованими та міжнародними страховиками прийнято рішення віднести регіони Чорного та Азовського морів до зон підвищеного ризику та відкликати своє страхове покриття у цьому регіоні, через що судноплавство та вивезення українського зерна опинилося під великим ризиком.
Після отримання гарантій міжнародних страховиків та уряду України стало можливим здійснення судноплавства так званим «Зерновим коридором».